# موش قطبی آمور
موش قطبی آمور (نام علمی: Lemmus amurensis) گونه‌ای موش قطبی است که در نزدیکی رودخانه آمور در سیبری یافت می‌شود.